# Évin-Malmaison
Évin-Malmaison település Franciaországban, Pas-de-Calais megyében. Lakosainak száma 4657 fő (2022. január 1.). Évin-Malmaison Ostricourt, Leforest, Noyelles-Godault, Courcelles-lès-Lens és Dourges községekkel határos.

## Népesség
A település népességének változása:
| Lakosok száma | 4583 | 4594 | 4598 | 4551 | 4588 | 4625 | 4662 | 4674 | 4657 |
|               | 2013 | 2015 | 2016 | 2017 | 2018 | 2019 | 2020 | 2021 | 2022 |